# Karl Heinrich August Manitius
Karl Heinrich August Manitius, auch Carl Heinrich August Manitius, Rufname Karl Manitius, (* 12. März 1848 in Dresden; † 1921 ebenda) war ein deutscher Gymnasiallehrer, Altphilologe und Wissenschaftshistoriker.
Karl Manitius war der Sohn von Heinrich August Manitius und besuchte das Vitzthumsche Gymnasium in Dresden. Von 1867 bis 1873 studierte er an der Universität Leipzig, unterbrochen vom Militärdienst (zuletzt als Hauptmann der Reserve) im Deutsch-Französischen Krieg 1870/71, wofür er die Kriegsdenkmünze erhielt. 1873 wurde er in Leipzig in Altphilologie promoviert und war danach Oberlehrer an der Kreuzschule in Dresden, an der auch sein Vater Lehrer gewesen war, als Gymnasialprofessor ab 1896. Ab 1907 war er Studienrat. Am Gymnasium unterrichtete er neben Philologie auch Religion. Er blieb zeitlebens unverheiratet.
1912/13 veröffentlichte er eine deutsche Übersetzung des Haupttextes antiker Astronomie, des Almagest von Claudius Ptolemäus, basierend auf der Ausgabe von Johan Ludvig Heiberg.

## Schriften (Auswahl)
- De antiquissima Neptuni figura. Dissertation Leipzig 1873 (Online).
- Des Hypsikles Schrift Anaphorikos. In: Programm des Gymnasiums zum Heiligen Kreuz in Dresden 1888 (Online).
- Hipparchi in Arati et Eudoxi Phaenomena commentariorum libri tres. 1894.
- Als Herausgeber: Gemini Elementa Astronomiae, Teubner 1898, Internet Archive, (Nachdruck 1974)
- Hipparchs Theorie der Sonne nach Ptolemaios. In: Das Weltall, Band 6, 1906, S. 323–340.
- Theorie des Mondes nach Ptolemaios. In: Das Weltall, Band 7, 1907, S. 1–7. 26–30. 45–54.
- Des Claudius Ptolemäus Handbuch der Astronomie. 2 Bände. Teubner, Leipzig 1912–1913 (Archive, Band 1, Band 2).